# Branč
Branč (Hongaars: Berencs) is een Slowaakse gemeente in de regio Nitra, en maakt deel uit van het district Nitra.
Branč telt 2.167 inwoners.

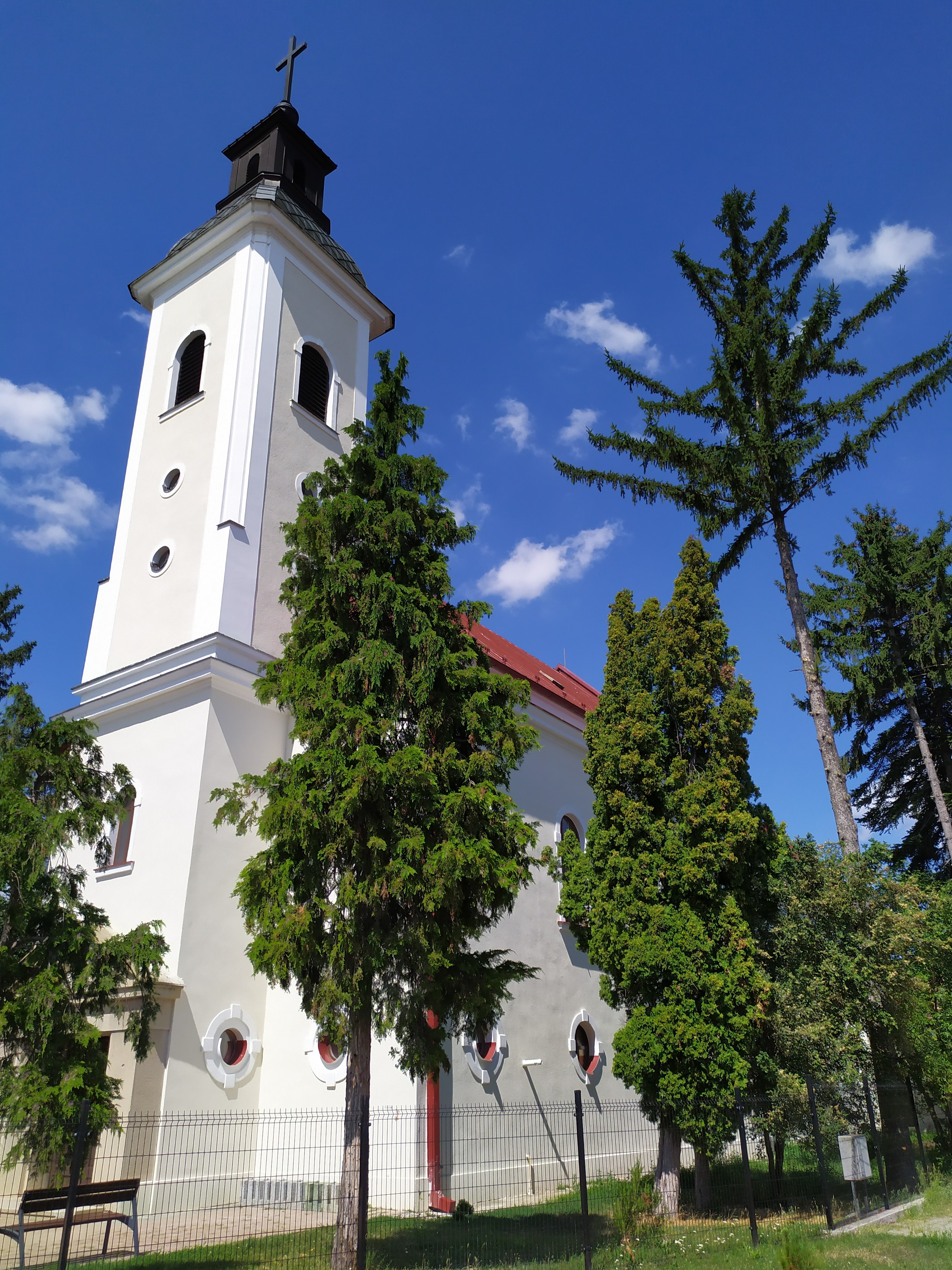
Branč

De gemeente was voor de tweede wereldoorlog vooral Hongaars, nadien is het aantal Hongaren gestaag afgenomen. De gemeente is nog tweetalig en de Hongaren vormen de belangrijkste minderheid.